# Cold Winter
Cold Winter est un jeu vidéo de tir à la première personne développé par Swordfish Studios et édité par Vivendi Universal Games, sorti en 2005 sur PlayStation 2. Il a été scénarisé par Warren Ellis.

## Accueil
- Jeuxvideo.com : 13/20[1]